# مقاطعة أدوردز (كانساس)
مقاطعة أدوردز (بالإنجليزية: Edwards County)‏ هي إحدى المقاطعات في ولاية كانساس، الولايات المتحدة الأمريكية.